# Vingtième district congressionnel de Floride
Le 20e district congressionnel de Floride est un district du Congrès américain du sud-est de la Floride. Il est actuellement détenu par la démocrate Sheila Cherfilus-McCormick, qui a été élue lors d'une élection spéciale en janvier 2022, à la suite du décès d'Alcee Hastings le 6 avril 2021. Avec un indice CPVI de D + 25, il est l'un des quartiers les plus démocrates de Floride.
Le district comprend la plupart des quartiers à majorité noire dans et autour de l'ouest et du centre du comté de Broward et une petite partie du sud-est du comté de Palm Beach, y compris des endroits comme North Lauderdale, Lauderhill, Lauderdale Lakes, Tamarac, Miramar, Lake Park, Riviera Beach, Plantation, et Dania Beach, ainsi que des parties de Pompano Beach et Sunrise. Il comprend également une vaste zone à l'intérieur des terres jusqu'aux rives sud-est du lac Okeechobee, y compris la communauté de Belle Glade. Le quartier comprend également l'aéroport international de Palm Beach. Lors du cycle de redécoupage de 2020, la ville de Miramar a été redessinée hors du district et dans les 24e et 25e districts.
De 1993 à 2013, le 20e district comprenait des parties des comtés de Broward et de Miami-Dade. Le district était basé à Fort Lauderdale et comprenait plusieurs de ses banlieues, dont Davie. La majeure partie de ce district est maintenant le 23e district, tandis que le 20e actuel couvre la majeure partie de ce qui était le 23e district de 1993 à 2013.
Le district est l'un des deux districts à majorité noire de Floride. La représentante actuelle, Sheila Cherfilus-McCormick, est la première femme haïtienne-américaine élue au Congrès depuis la Floride.

## Géographie
| #  | Comté      | Siège           | Population |
| -- | ---------- | --------------- | ---------- |
| 11 | Broward    | Fort Lauderdale | 1 962 531  |
| 99 | Palm Beach | West Palm Beach | 1 533 801  |

### Villes de 10 000 personnes ou plus
- Fort Lauderdale - 183 146
- West Palm Beach - 120 932
- Pompano Beach - 112 302
- Sunrise - 97 335
- Plantation - 91 750
- Deerfield Beach - 86 772
- Lauderhill - 74 482
- Tamarac - 71 897
- Margate - 58 712
- North Lauderdale - 44 794
- Oakland Park - 44 229
- The Acreage - 41 654
- Royal Palm Beach - 38 932
- Riviera Beach - 37 604
- Lauderdale Lakes - 35 954
- Belle Glade - 16 698

### Villes de 2 500 à 10 000 personnes
- Lake Park - 9 047
- Westgate - 8 435
- Pahokee - 5 524
- South Bay - 4 860
- Loxahatchee Groves - 3 355
- Roosevelt Gardens - 2 749

## Historique de vote
| Année | Poste                  | Résultats                 |
| ----- | ---------------------- | ------------------------- |
| 2000  | Président              | Gore 68,0 % – 30,0 %      |
| 2004  | Président              | Kerry 63,0 % – 36,0 %     |
| 2008  | Président              | Obama 63,0 % – 36,0 %     |
| 2012  | Président              | Obama 61,0 % – 39,0 %     |
| 2016  | Président              | Clinton 80,0 % – 18,0 %   |
| 2016  | Sénat                  | Murphy 77,0 % – 21,0 %    |
| 2018  | Sénat                  | Nelson 82,0 % – 18,0 %    |
| 2018  | Gouverneur             | Gillum 82,0 % – 17,0 %    |
| 2018  | Ministre de la Justice | Shaw (en) 81,0 % – 18,0 % |
| 2020  | Président              | Biden 77,0 % – 22,0 %     |

## Liste des représentants du district
| Membre                            | Parti     | Années                          | Congrès     | Histoire électorale | Zone géographique       |
| --------------------------------- | --------- | ------------------------------- | ----------- | --- | ----------------------- |
| District établi le 3 janvier 1993 |           |                                 |             | |                         |
| Peter Deutsch (en)                | Démocrate | 3 janvier 1993 - 3 janvier 2005 | 103e - 108e | Élu en 1992. Réélu en 1994. Réélu en 1996. Réélu en 1998. Réélu en 2000. Réélu en 2002. Retrait pour se présenter comme Sénateur des États-Unis. | 1993–2003               |
| Peter Deutsch (en)                | Démocrate | 3 janvier 1993 - 3 janvier 2005 | 103e - 108e | Élu en 1992. Réélu en 1994. Réélu en 1996. Réélu en 1998. Réélu en 2000. Réélu en 2002. Retrait pour se présenter comme Sénateur des États-Unis. | 2003–2013               |
| Debbie Wasserman Schultz          | Démocrate | 3 janvier 2005 - 3 janvier 2013 | 109e - 112e | Élue en 2004. Réélue en 2006. Réélue en 2008. Réélue en 2010. Redécoupage vers le 23e district.                                                  |                         |
| Alcee Hastings                    | Démocrate | 3 janvier 2013 - 6 avril 2021   | 113e - 117e | Redécoupage depuis le 23e district et réélu en 2012. Réélu en 2014. Réélu en 2016. Réélu en 2018. Réélu en 2020.                                 | 2013–2017               |
| Alcee Hastings                    | Démocrate | 3 janvier 2013 - 6 avril 2021   | 113e - 117e | Redécoupage depuis le 23e district et réélu en 2012. Réélu en 2014. Réélu en 2016. Réélu en 2018. Réélu en 2020.                                 | 2017–2023 2023–en cours |
| Vacant                            | Vacant    | 6 avril 2021 - 18 janvier 2022  | 117e        | |                         |
| Sheila Cherfilus-McCormick        | Démocrate | 18 janvier 2022 - en cours      | 117e , 118e | Élue pour terminer le mandat de Hastings. Réélue en 2022.                                                                                        |                         |

## Résultats des récentes élections
Voici les résultats des dix précédents cycles électoraux dans le district.

### 2004
| Élection de 2004 du 20e district congressionnel de Floride | Élection de 2004 du 20e district congressionnel de Floride | Élection de 2004 du 20e district congressionnel de Floride | Élection de 2004 du 20e district congressionnel de Floride | Élection de 2004 du 20e district congressionnel de Floride |
| ---------------------------------------------------------- | ---------------------------------------------------------- | ---------------------------------------------------------- | ---------------------------------------------------------- | ---------------------------------------------------------- |
| Parti                                                      | Parti                                                      | Candidat                                                   | Votes                                                      | %                                                          |
|                                                            | Démocrate                                                  | Debbie Wasserman-Schultz                                   | 191 195                                                    | 70,0                                                       |
|                                                            | Républicain                                                | Margaret Hostetter                                         | 81 213                                                     | 30,0                                                       |
| Total des votes                                            | Total des votes                                            | Total des votes                                            | 200 408                                                    | 100 %                                                      |
|                                                            | Les Démocrates conservent                                  |                                                            |                                                            |                                                            |

### 2006
| Élection de 2004 du 20e district congressionnel de Floride | Élection de 2004 du 20e district congressionnel de Floride | Élection de 2004 du 20e district congressionnel de Floride | Élection de 2004 du 20e district congressionnel de Floride | Élection de 2004 du 20e district congressionnel de Floride |
| ---------------------------------------------------------- | ---------------------------------------------------------- | ---------------------------------------------------------- | ---------------------------------------------------------- | ---------------------------------------------------------- |
| Parti                                                      | Parti                                                      | Candidat                                                   | Votes                                                      | %                                                          |
|                                                            | Démocrate                                                  | Debbie Wasserman-Schultz (sortante)                        | 124 554                                                    | 100 %                                                      |
|                                                            | Les Démocrates conservent                                  |                                                            |                                                            |                                                            |

### 2008
| Élection de 2004 du 20e district congressionnel de Floride | Élection de 2004 du 20e district congressionnel de Floride | Élection de 2004 du 20e district congressionnel de Floride | Élection de 2004 du 20e district congressionnel de Floride | Élection de 2004 du 20e district congressionnel de Floride |
| ---------------------------------------------------------- | ---------------------------------------------------------- | ---------------------------------------------------------- | ---------------------------------------------------------- | ---------------------------------------------------------- |
| Parti                                                      | Parti                                                      | Candidat                                                   | Votes                                                      | %                                                          |
|                                                            | Démocrate                                                  | Debbie Wasserman-Schultz (sortante)                        | 202 832                                                    | 77,0                                                       |
|                                                            | Indépendant                                                | Margaret Hostetter                                         | 58 958                                                     | 23,0                                                       |
| Total des votes                                            | Total des votes                                            | Total des votes                                            | 261 790                                                    | 100 %                                                      |
|                                                            | Les Démocrates conservent                                  |                                                            |                                                            |                                                            |

### 2010
| Élection de 2010 du 20e district congressionnel de Floride | Élection de 2010 du 20e district congressionnel de Floride | Élection de 2010 du 20e district congressionnel de Floride | Élection de 2010 du 20e district congressionnel de Floride | Élection de 2010 du 20e district congressionnel de Floride |
| ---------------------------------------------------------- | ---------------------------------------------------------- | ---------------------------------------------------------- | ---------------------------------------------------------- | ---------------------------------------------------------- |
| Parti                                                      | Parti                                                      | Candidat                                                   | Votes                                                      | %                                                          |
|                                                            | Démocrate                                                  | Debbie Wasserman-Schultz (sortante)                        | 100 787                                                    | 60,0                                                       |
|                                                            | Républicain                                                | Karen Harrington                                           | 63 845                                                     | 38,0                                                       |
|                                                            | Indépendant                                                | Stanley Blumenthal                                         | 1 663                                                      | 1,0                                                        |
|                                                            | Indépendant                                                | Bob Kunst                                                  | 1 272                                                      | 1,0                                                        |
| Total des votes                                            | Total des votes                                            | Total des votes                                            | 167 567                                                    | 100 %                                                      |
|                                                            | Les Démocrates conservent                                  |                                                            |                                                            |                                                            |

### 2012
| Élection de 2012 du 20e district congressionnel de Floride | Élection de 2012 du 20e district congressionnel de Floride | Élection de 2012 du 20e district congressionnel de Floride | Élection de 2012 du 20e district congressionnel de Floride | Élection de 2012 du 20e district congressionnel de Floride |
| ---------------------------------------------------------- | ---------------------------------------------------------- | ---------------------------------------------------------- | ---------------------------------------------------------- | ---------------------------------------------------------- |
| Parti                                                      | Parti                                                      | Candidat                                                   | Votes                                                      | %                                                          |
|                                                            | Démocrate                                                  | Alcee Hasting                                              | 214 727                                                    | 88,0                                                       |
|                                                            | Indépendant                                                | Stanley Blumenthal                                         | 1 663                                                      | 1,0                                                        |
|                                                            | Indépendant                                                | Bob Kunst                                                  | 1 272                                                      | 1,0                                                        |
| Total des votes                                            | Total des votes                                            | Total des votes                                            | 167 567                                                    | 100 %                                                      |
|                                                            | Les Démocrates conservent                                  |                                                            |                                                            |                                                            |

### 2014
| Élection de 2014 du 20e district congressionnel de Floride | Élection de 2014 du 20e district congressionnel de Floride | Élection de 2014 du 20e district congressionnel de Floride | Élection de 2014 du 20e district congressionnel de Floride | Élection de 2014 du 20e district congressionnel de Floride |
| ---------------------------------------------------------- | ---------------------------------------------------------- | ---------------------------------------------------------- | ---------------------------------------------------------- | ---------------------------------------------------------- |
| Parti                                                      | Parti                                                      | Candidat                                                   | Votes                                                      | %                                                          |
|                                                            | Démocrate                                                  | Alcee Hasting (sortant)                                    | 128 498                                                    | 82,0                                                       |
|                                                            | Républicain                                                | Jay Bonner                                                 | 28 968                                                     | 18,0                                                       |
| Total des votes                                            | Total des votes                                            | Total des votes                                            | 157 466                                                    | 100 %                                                      |
|                                                            | Les Démocrates conservent                                  |                                                            |                                                            |                                                            |

### 2016
| Élection de 2016 du 20e district congressionnel de Floride | Élection de 2016 du 20e district congressionnel de Floride | Élection de 2016 du 20e district congressionnel de Floride | Élection de 2016 du 20e district congressionnel de Floride | Élection de 2016 du 20e district congressionnel de Floride |
| ---------------------------------------------------------- | ---------------------------------------------------------- | ---------------------------------------------------------- | ---------------------------------------------------------- | ---------------------------------------------------------- |
| Parti                                                      | Parti                                                      | Candidat                                                   | Votes                                                      | %                                                          |
|                                                            | Démocrate                                                  | Alcee Hasting (sortant)                                    | 222 914                                                    | 82,0                                                       |
|                                                            | Républicain                                                | Gary Stein                                                 | 54 646                                                     | 20,0                                                       |
| Total des votes                                            | Total des votes                                            | Total des votes                                            | 277 560                                                    | 100 %                                                      |
|                                                            | Les Démocrates conservent                                  |                                                            |                                                            |                                                            |

### 2018
| Élection de 2018 du 20e district congressionnel de Floride | Élection de 2018 du 20e district congressionnel de Floride | Élection de 2018 du 20e district congressionnel de Floride | Élection de 2018 du 20e district congressionnel de Floride | Élection de 2018 du 20e district congressionnel de Floride |
| ---------------------------------------------------------- | ---------------------------------------------------------- | ---------------------------------------------------------- | ---------------------------------------------------------- | ---------------------------------------------------------- |
| Parti                                                      | Parti                                                      | Candidat                                                   | Votes                                                      | %                                                          |
|                                                            | Démocrate                                                  | Alcee Hasting (sortant)                                    | 202 659                                                    | 99,92                                                      |
|                                                            | Indépendant                                                | Jay Bonner (write-in)                                      | 165                                                        | 0,08                                                       |
| Total des votes                                            | Total des votes                                            | Total des votes                                            | 202 824                                                    | 100 %                                                      |
|                                                            | Les Démocrates conservent                                  |                                                            |                                                            |                                                            |

### 2020
| Élection de 2020 du 20e district congressionnel de Floride | Élection de 2020 du 20e district congressionnel de Floride | Élection de 2020 du 20e district congressionnel de Floride | Élection de 2020 du 20e district congressionnel de Floride | Élection de 2020 du 20e district congressionnel de Floride |
| ---------------------------------------------------------- | ---------------------------------------------------------- | ---------------------------------------------------------- | ---------------------------------------------------------- | ---------------------------------------------------------- |
| Parti                                                      | Parti                                                      | Candidat                                                   | Votes                                                      | %                                                          |
|                                                            | Démocrate                                                  | Alcee Hasting (sortant)                                    | 253 661                                                    | 79,0                                                       |
|                                                            | Républicain                                                | Greg Musselwhite                                           | 68 748                                                     | 21,0                                                       |
| Total des votes                                            | Total des votes                                            | Total des votes                                            | 322 409                                                    | 100 %                                                      |
|                                                            | Les Démocrates conservent                                  |                                                            |                                                            |                                                            |

### 2022 (Spéciale)
| Élection spéciale de 2022 du 20e district congressionnel de Floride | Élection spéciale de 2022 du 20e district congressionnel de Floride | Élection spéciale de 2022 du 20e district congressionnel de Floride | Élection spéciale de 2022 du 20e district congressionnel de Floride | Élection spéciale de 2022 du 20e district congressionnel de Floride |
| ------------------------------------------------------------------- | ------------------------------------------------------------------- | ------------------------------------------------------------------- | ------------------------------------------------------------------- | ------------------------------------------------------------------- |
| Parti                                                               | Parti                                                               | Candidat                                                            | Votes                                                               | %                                                                   |
|                                                                     | Démocrate                                                           | Sheila Cherfilus-McCormick                                          | 44 707                                                              | 79,0                                                                |
|                                                                     | Républicain                                                         | Jason Mariner                                                       | 10 966                                                              | 19,0                                                                |
|                                                                     | Libertarien                                                         | Mike ter Maat                                                       | 395                                                                 | 1,0                                                                 |
|                                                                     | Indépendant                                                         | Jim Flynn                                                           | 265                                                                 | 0,0                                                                 |
|                                                                     | Indépendant                                                         | Lenny Serratore                                                     | 262                                                                 | 0,0                                                                 |
| Total des votes                                                     | Total des votes                                                     | Total des votes                                                     | 56 595                                                              | 100 %                                                               |
|                                                                     | Les Démocrates conservent                                           |                                                                     |                                                                     |                                                                     |

### 2022
La primaire républicaine a été annulée, Drew-Montez Clark est donc qualifié pour l'élection générale du 8 novembre 2022.
| Primaire démocrate de 2022 du 20e district congressionnel de Floride | Primaire démocrate de 2022 du 20e district congressionnel de Floride | Primaire démocrate de 2022 du 20e district congressionnel de Floride | Primaire démocrate de 2022 du 20e district congressionnel de Floride | Primaire démocrate de 2022 du 20e district congressionnel de Floride |
| -------------------------------------------------------------------- | -------------------------------------------------------------------- | -------------------------------------------------------------------- | -------------------------------------------------------------------- | -------------------------------------------------------------------- |
| Parti                                                                | Parti                                                                | Candidat                                                             | Votes                                                                | %                                                                    |
|                                                                      | Démocrate                                                            | Sheila Cherfilus-McCormick (sortante)                                | 47 601                                                               | 65,6                                                                 |
|                                                                      | Démocrate                                                            | Dale Holness                                                         | 20 783                                                               | 28,6                                                                 |
|                                                                      | Démocrate                                                            | Anika Tene Omphroy                                                   | 4 197                                                                | 5,8                                                                  |

| Élection de 2022 du 20e district congressionnel de Floride | Élection de 2022 du 20e district congressionnel de Floride | Élection de 2022 du 20e district congressionnel de Floride | Élection de 2022 du 20e district congressionnel de Floride | Élection de 2022 du 20e district congressionnel de Floride |
| ---------------------------------------------------------- | ---------------------------------------------------------- | ---------------------------------------------------------- | ---------------------------------------------------------- | ---------------------------------------------------------- |
| Parti                                                      | Parti                                                      | Candidat                                                   | Votes                                                      | %                                                          |
|                                                            | Démocrate                                                  | Sheila Cherfilus-McCormick (sortant)                       | 136 215                                                    | 72,0                                                       |
|                                                            | Républicain                                                | Drew-Montez Clark                                          | 52 151                                                     | 28,0                                                       |
| Total des votes                                            | Total des votes                                            | Total des votes                                            | 188 366                                                    | 100 %                                                      |
|                                                            | Les Démocrates conservent                                  |                                                            |                                                            |                                                            |

### 2024
L'élection générale a été annulée. Sheila Cherfilus-McCormick (D-Sortante) est réélue sans opposition.